# Gastrotheca ovifera
Gastrotheca ovifera är en groddjursart som först beskrevs av Lichtenstein och Weinland 1854.  Gastrotheca ovifera ingår i släktet Gastrotheca och familjen Hemiphractidae. IUCN kategoriserar arten globalt som starkt hotad. Inga underarter finns listade i Catalogue of Life.